# Greenwich Trio
Greenwich Trio je klavirski trio, osnovan 2006. godine, koji čine nagrađivani glazbenici,  Lana Trotovšek (violina), Stjepan Hauser (violončelo) i Yoko Misumi (klavir). 
Nastupili su na mnogim prestižnim europskim međunarodnim festivalima te objavili brojne snimke. Violončelist, Bernard Greenhouse, opisao ih je kao "novi Beaux Arts Trio."

## Nagrade
Greenwich Trio osvojili su nekoliko prvih nagrada na međunarodnim natjecanjima u Ujedinjenom Kraljevstvu, Italiji i Belgiji.
- 2008. − "Carlo Mosso" Prize[3]
- 2008. − Solti Foundation Award[4]
- 2010. − Tunnell Trust Award[5]